# Черногръд пъдпъдък
Черногръдият пъдпъдък (Coturnix coromandelica) е вид птица от семейство Phasianidae.

## Разпространение
Видът е разпространен в Бангладеш, Виетнам, Индия, Камбоджа, Мианмар, Непал, Пакистан, Тайланд и Шри Ланка.